# 吴祖泽
吴祖泽(1935年10月19日—)，生于浙江省宁波市镇海县，中国血液学家，中国科学院院士。

## 生平
1957年9月，毕业于山东大学。1994年2月，任军事医学科学院院长（少将军衔）。1993年12月，当选为中国科学院院士（生物学与医学学部）。他是国际辐射研究协会的第一位中国理事。